# Minoo
Minoo (箕面市 -shi) é uma cidade japonesa localizada na província de Osaka.
Em 2003 a cidade tinha uma população estimada em 125 259 habitantes e uma densidade populacional de 2 618,29 h/km². Tem uma área total de 47,84 km².
Recebeu o estatuto de cidade a 1 de Dezembro de 1956.

## Cidades-irmãs
- Lower Hutt, Nova Zelândia
- Cuernavaca, México